# Squatina mexicana
Squatina mexicana är en hajart som beskrevs av Castro-Aguirre, Espinosa Pérez och Campos 2007. Squatina mexicana ingår i släktet Squatina och familjen havsänglar. Inga underarter finns listade i Catalogue of Life.